# الکساندر دگتیارف
الکساندر دگتیارف (انگلیسی: Aleksandr Degtyarev؛ زادهٔ ۲۶ مارس ۱۹۵۵) قایقران کانو اهل اتحاد جماهیر شوروی سوسیالیستی بود.